# Melita palmata
Melita palmata är en kräftdjursart som beskrevs av Montagn 1804. Melita palmata ingår i släktet Melita och familjen Melitidae. Arten är reproducerande i Sverige. Inga underarter finns listade i Catalogue of Life.